# Gay Sex in the 70s
Gay Sex in the 70s ist ein Dokumentarfilm aus dem Jahr 2005 über das schwul-promiske Lebensgefühl des “Clone-Type” im New York der 1970er Jahre. Beginnend mit dem “Stonewall-Inn”-Riot im Jahr 1969, umfasst sie eine Zeitspanne einer Generation, deren Alltag von sexuellen Handlungen geprägt zu sein schien, welche dann aber ein jähes Ende mit dem Ausbruch der AIDS-Krise in den beginnenden 1980ern fand.
Regie führte Joseph Lovett. Der Film zeigt unter anderem Interviews mit Larry Kramer und Tom Bianchi.
Der Film wurde 2007 mit dem GayVN Award als Best Alternative Release ausgezeichnet.